# Rolle (Svizzera)
Rolle (toponimo francese; in tedesco Roll, desueto) è un comune svizzero di 6 168 abitanti del Canton Vaud, nel distretto di Nyon.

## Geografia fisica
Rolle è affacciato sul lago di Ginevra.

## Storia
Fino al 2008 Rolle è stato capoluogo dell'omonimo distretto.

## Monumenti e luoghi d'interesse
- Chiesa riformata di San Grato, eretta nel 1520-1529 e ricostruita nel 1789-1790[1];
- Castello di Rolle, eretto nel 1264[1], inserito nella lista dei beni culturali d'importanza nazionale[senza fonte].

## Società

### Evoluzione demografica
L'evoluzione demografica è riportata nella seguente tabella:
Abitanti censiti

## Infrastrutture e trasporti
Rolle è servito dall'omonima stazione sulla ferrovia Losanna-Ginevra.

## Amministrazione
Ogni famiglia originaria del luogo fa parte del cosiddetto comune patriziale e ha la responsabilità della manutenzione di ogni bene ricadente all'interno dei confini del comune.